# Gl'irati flutti
Gl'irati flutti, o l'iconografia romantica del mare (The Enchafèd Flood: or, The Romantic Iconography of the Sea) è un saggio di critica letteraria del poeta britannico Wystan Hugh Auden, pubblicato per la prima volta nel 1950. 
Il libro è dedicato ad Alan Ansen. Il titolo deriva da un verso dell'Atto 2, Scena 1 dell'Otello di Shakespeare.

## Contenuto
Il volume contiene le tre lezioni tenute da Auden all'Università della Virginia nel 1949, sul tema del simbolismo marittimo. Le tre lezioni sono intitolate "Il mare e il deserto", "La pietra e la conchiglia" e "Ismaele-Don Chisciotte".
Il tema delle lezioni è la sensibilità del romanticismo, soprattutto nella sua ricerca di fuga dalle responsabilità e dalla comunità. Le opere trattate includono poesie di Coleridge, Byron, Hopkins e Blake, ma soprattutto, protagonista fondamentale di queste lezioni è il Moby Dick di Herman Melville, analizzato con strumenti psicanalitici (soprattutto per interpretare i personaggi principali del romanzo) e con un'interpretazione analogica dei simboli come il mare, la nave, la pietra e la conchiglia.

## Edizioni italiane
- Gilberto Sacerdoti (a cura di), Gl'irati flutti, Quodlibet,  p. 150, ISBN 978-8822905703.